# 耳帝
耳帝（？—），中國內地流行音樂評論博主、网红，活躍於新浪微博及百度贴吧。

## 簡歷
據耳帝自述，他生於1970年代，曾任職聲樂導師，後從事音樂製作相關工作，真實身份不明。耳帝在新浪微博及百度贴吧同樣以帳號名「耳帝」發表樂評，直到2013年中國內地歌唱真人騷《我是歌手》系列開始播出，他對該節目的評論獲得公眾注意，開始走紅，後來在新浪微博的粉絲人數逾1400萬（截至2022年）。
2016年中国科学院旗下科学出版社期刊《互联网周刊》發表「2015年中国网红排行榜」，耳帝排名第39位。
其評論時常被主流傳媒引用，被獲邀參與音樂評選活動。
耳帝曾長期以一張香港藝人苗僑偉身穿藍色西服的照片作為帳號头像，後來头像改為近似形象的畫像，並未以真正容貌示人。

## 備註
1. ↑  是年為《互联网周刊》首度發表「网红排行榜」，但耳帝其後並未有再次上榜。（截至2022年）